# Kortstjärtad piplärka
Kortstjärtad piplärka (Anthus brachyurus) är en fågel i familjen ärlor inom ordningen tättingar Den förekommer i kortvuxna gräsmarker i centrala och södra Afrika. Beståndet anses vara livskraftigt.

## Utseende och läte
Kortstjärtad piplärka är en liten (11,5–12,5 cm) piplärka med mörkbrun rygg och kraftigt streckat bröst. Stjärten är som namnet avslöjar relativt kort, med vita kanter. Arten liknar buskpiplärkan (Anthus caffer), men är mörkare, mer kortstjärtad och kraftigare streckad. Sången som avges i flykten består av en varierad serie med böjda toner, medan lätet är ett dämpat "sveet".

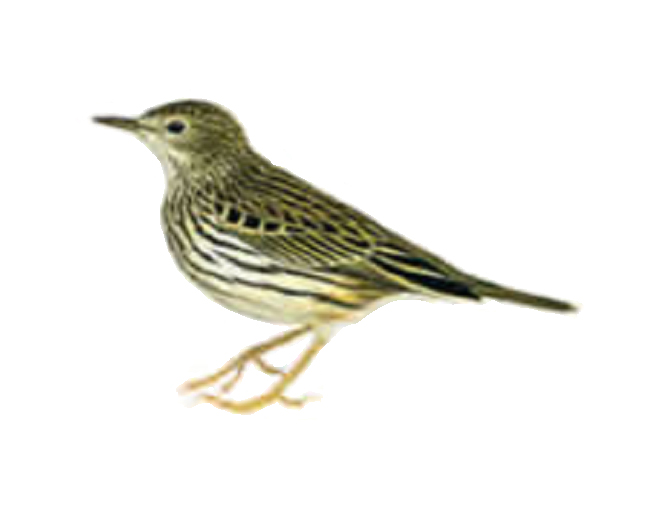

## Utbredning och systematik
Den kortstjärtade piplärkan föreökommer i centrala och södra Afrika. Den delas in i två underarter med följande utbredning:
- Anthus brachyurus leggei – förekommer från sydöstra Gabon till Angola, Kongo-Kinshasa, västra Uganda och Zambia till östra Sydafrika.
- Anthus brachyurus brachyurus – förekommer i gräsmarker i södra Moçambique och östra Sydafrika.

### Släktskap
Arten är närbesläktad med likaledes afrikanska sokokepiplärka (A. sokokensis) och buskpiplärka (A. caffer). Genetiska studier visar att dessa är troligen närmare släkt med sporrpiplärkorna i Macronyx än med exempelvis ängspiplärka (Anthus arvensis), vilket troligen innebär att den i framtiden kommer behöva flyttas till ett nytt släkte. Inga större taxonomiska auktoriteter har dock ännu följt dessa nya resultat.

## Levnadssätt
Kortstjärtad poplärka hittas i korta gräsmarker, även i områden som nyligen brunnit. Den är ovanlig till sällsynt i hela utbredningsområdet. Jämfört med andra piplärkor är den mycket skyggare och ses oftast först när den skräms upp.

## Status och hot
Arten har ett stort utbredningsområde och en stor population med stabil utveckling och tros inte vara utsatt för något substantiellt hot. Utifrån dessa kriterier kategoriserar internationella naturvårdsunionen IUCN arten som livskraftig (LC). Världspopulationen har inte uppskattats men den beskrivs som generellt ovanlig till frekvent förekommande.